# Античный мир и археология
«Анти́чный мир и археоло́гия» (общепринятое сокращение — АМА) — межвузовский сборник научных трудов, посвящённый истории и археологии древнего мира. Издаётся кафедрой истории древнего мира Саратовского государственного университета и издательством СГУ.
Сборник основан профессором В. Г. Боруховичем.
Сборник выходит с 1972 года (в настоящий момент с периодичностью 1 номер в два года — с 2009 года). Основное содержание сборника — научные статьи отечественных и зарубежных авторов по истории античного мира и археологии, публикуются результаты новейших раскопок.